# وادي الغيل (الأفلاج)
وادي الغيل من أودية نجد. يقع الوادي في مدينة ليلى التابعة لمحافظة الأفلاج.
يتكون الوادي من رافدين رئيسين ينحدران من جبال طويق، وهو وادٍ جميل ضيق نسبيًا، يمتاز الوادي بمزارع النخيل، وجريان الماء النازل من الرواسب بعد سقوط الأمطار٬ ويخدمه طريق معبد يتفرع من الطريق الرئيس الذي يصل ليلى بمحافظات الحوطة والخرج، ويصب هذا الوادي في روضة تقع إلى الشرق من مدينة ليلى.، ويلتقي وادي حراضة ووادي الغيل وشعب آخر يسمى مُليزق ببعضها في منطقة الرقاشية؛ فإذا اجتمعت هذه الثلاثة استقبلت وادي العرس ووادي المرا مجتمعين قادمين من الشمال، وتخرج هذه الأودية من الجسر المعروف عند مزرعة فراج ثم إلى الفرشة ثم منطقة النهيدين والبياض، وقد أُقيم هذا الوادي لحجز المياه والانتفاع بها.

## انظر ايضاً
- الأفلاج
- وادي حنيفة
- وادي الرمة

## وصلات خارجية
- الأماكن الأثرية تستهوي المقيمين والزوار في الأفلاج.